# Desembarco de San Martín

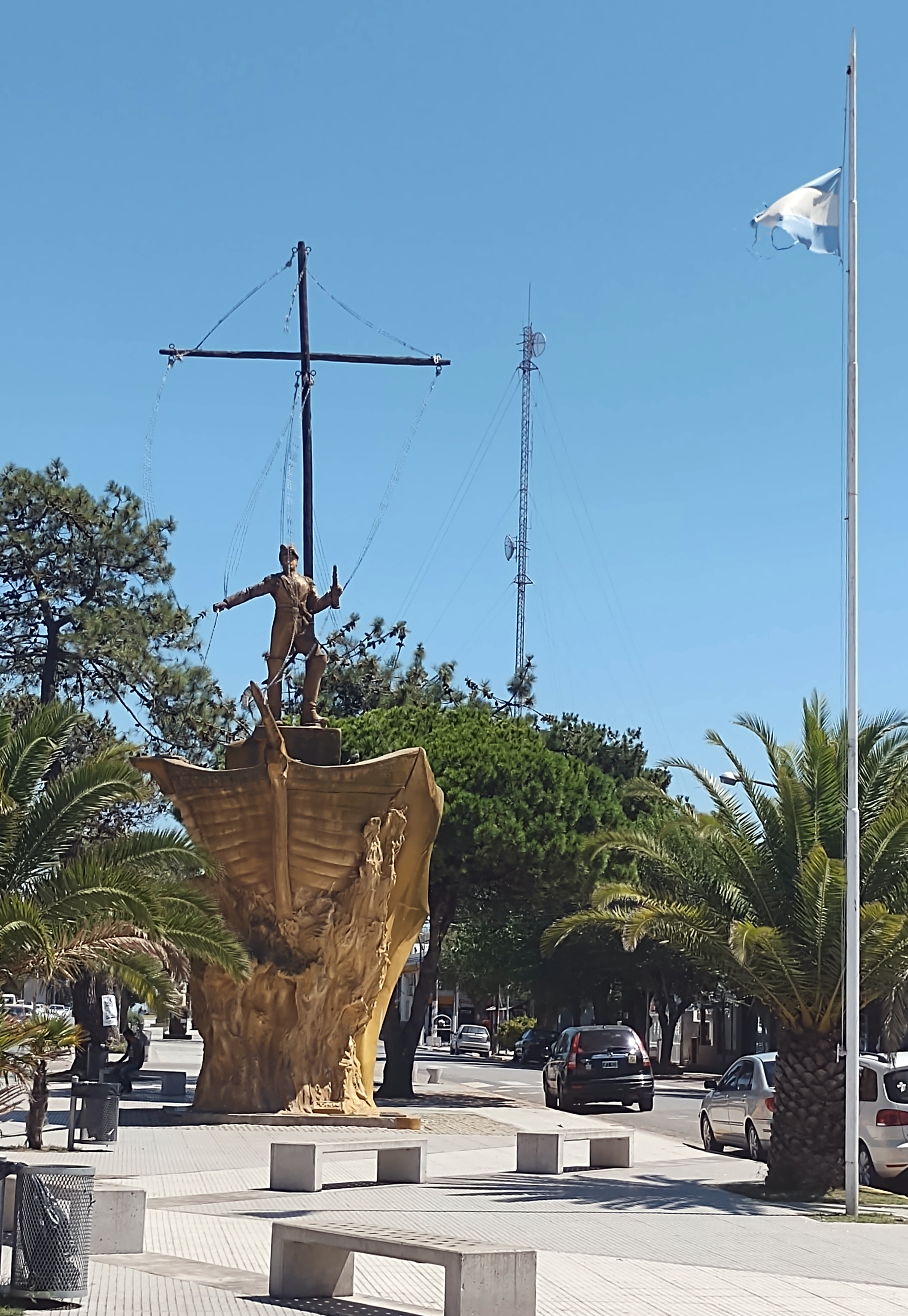
Monumento en Argentina "El libertador y el mar" en homenaje al desembarco del General José de San Martín en la bahía Paracas, en la goleta Moctezuma.

El Desembarco de San Martín marcó el comienzo de una serie de episodios de la historia peruana de gran significación para la organización política que adoptaría la Sudamérica independiente.
El 20 de agosto de 1820, partió de Valparaíso, Chile, con destino al Perú, la Expedición Libertadora del Perú al mando del general José de San Martín. El jefe de gobierno chileno, Bernardo O'Higgins, realizó grandes esfuerzos para hacer realidad esta costosa y arriesgada empresa.
El vicealmirante Thomas Cochrane condujo la flota de once naves de guerra de alto bordo y quince transportes, conduciendo casi 4000 efectivos de nacionalidad chilena, argentina y peruana adecuadamente uniformados y pertrechados. La escuadra navegó bajo bandera chilena.
La finalidad de la expedición era desembarcar cerca de Lima, establecer una cabeza de playa segura y realizar una rápida incursión militar que aislara a la capital y permitiera enfrentar de manera disgregada al ejército realista. Un hito clave de la estrategia era tomar Lima, hasta entonces llamada Ciudad de los Reyes, y proclamar la independencia, nombrándose San Martín Protector del Perú, para desde esta posición llamar a sumarse a la causa patriota al resto del Perú.
El desembarco se produjo sin novedad en la bahía de Paracas en la mañana del 8 de septiembre. Tomó varias horas la cuidadosa llegada a tierra de las tropas, municiones y artillería. Al momento de la llegada un pelotón de caballería del virrey que custodiaba el lugar huyó hacia el norte. En la ciudad de Pisco hizo otro tanto el jefe militar español de la plaza, coronel Químper.
Mientras se realizaba el desembarco de todo el ejército, un escuadrón de caballería y una compañía de infantería con artillería ligera se adelantaron a tomar posiciones en las inmediaciones de Pisco. El Ejército Libertador, con el propio San Martín al frente, entró en la ciudad en horas de la tarde. A su paso, muchos lugareños vivaron a las tropas patriotas y hubo jóvenes, incluidos algunos esclavos, que se ofrecieron como voluntarios portando como credencial alguna de las proclamas distribuidas clandestinamente en los puertos, meses antes, por el vicealmirante Cochrane.
San Martín instaló su estado mayor en una antigua casona ubicada a menos de 50 metros de la plaza mayor, que fuera propiedad de la familia de Carlos Pedemonte y Velásquez Tineo, y de María Ignacia de Talavera y Talledo, padres de Carlos Pedemonte y Talavera. Allí trabajó y residió durante algunos días, definiendo la estrategia militar a seguir en suelo peruano y complementariamente vislumbrando lo que sería la primera bandera y el primer escudo del Perú independiente.
Allí, fueron aceptados los primeros voluntarios peruanos. José María Palomo, quien tuvo heroica actuación en el Puente Llapay, en Huaura, semanas después; Manuel Tiburcio Odriozola, letrado que llegó a ser secretario de gobierno y que libró la primera batalla del ejército independista en Nasca, el 14 de octubre; Manuel Jorge Bastante, religioso que ejerció como capellán en filas; Juan José Salas, quien fuera alcalde de primer voto de Ica; Francisco de Paula Cabrera, abogado iqueño; Isidro y Baltasar Caravedo; José Florez, conspirador entonces prófugo, jefe del grupo de los “deanes” de la calle Monopinta de Lima; Juan José Loyola, quien llegó a ser general; los hermanos Lorenzo; Joaquín Bardales, Pablo Farfán, Santiago Gómez, Manuel Revilla, José Bernaola, Manuel Carrasco; Rafael y José Santos Lévano, trabajadores iqueños y José María de la Fuente Carrillo de Albornoz, marqués de San Miguel de Híjar, quien pidió un puesto en el ejército y aportó caballos y dinero.
Antes de caer la noche del 8 de septiembre, mediante una imprenta portátil perteneciente a su ejército, San Martín emitió su primera proclama desde suelo peruano, firmada:

“San Martín. Cuartel general del Ejército Libertador en Pisco. Septiembre 8 de 1820. Primer día de la libertad del Perú”

En esta proclama decía:

“Compatriotas: […]. El último virrey del Perú hace esfuerzos para prolongar su decrépita autoridad […]. El tiempo de la impostura y del engaño, de la opresión y de la fuerza está ya lejos de nosotros, y sólo existe la historia de las calamidades pasadas. Yo vengo a acabar de poner término a esa época de dolor y humillación. Este es el voto del Ejército Libertador”.
Proclama del Libertador José de San Martín